# Places de sobirania

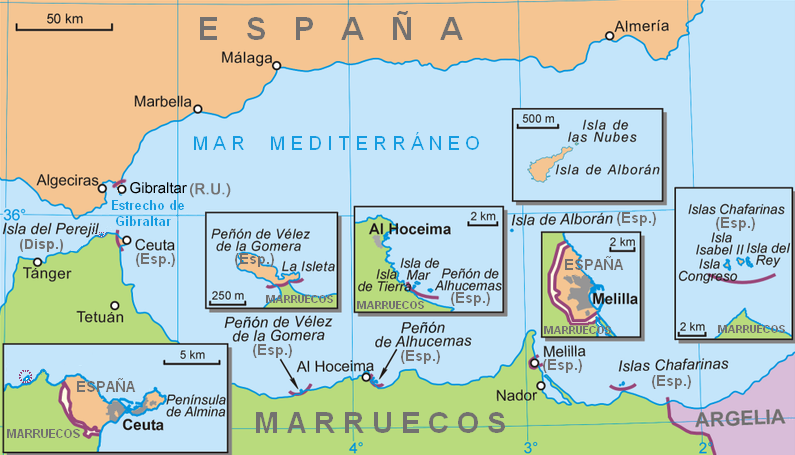
Mapa de les places de sobirania espanyola al nord d'Àfrica.

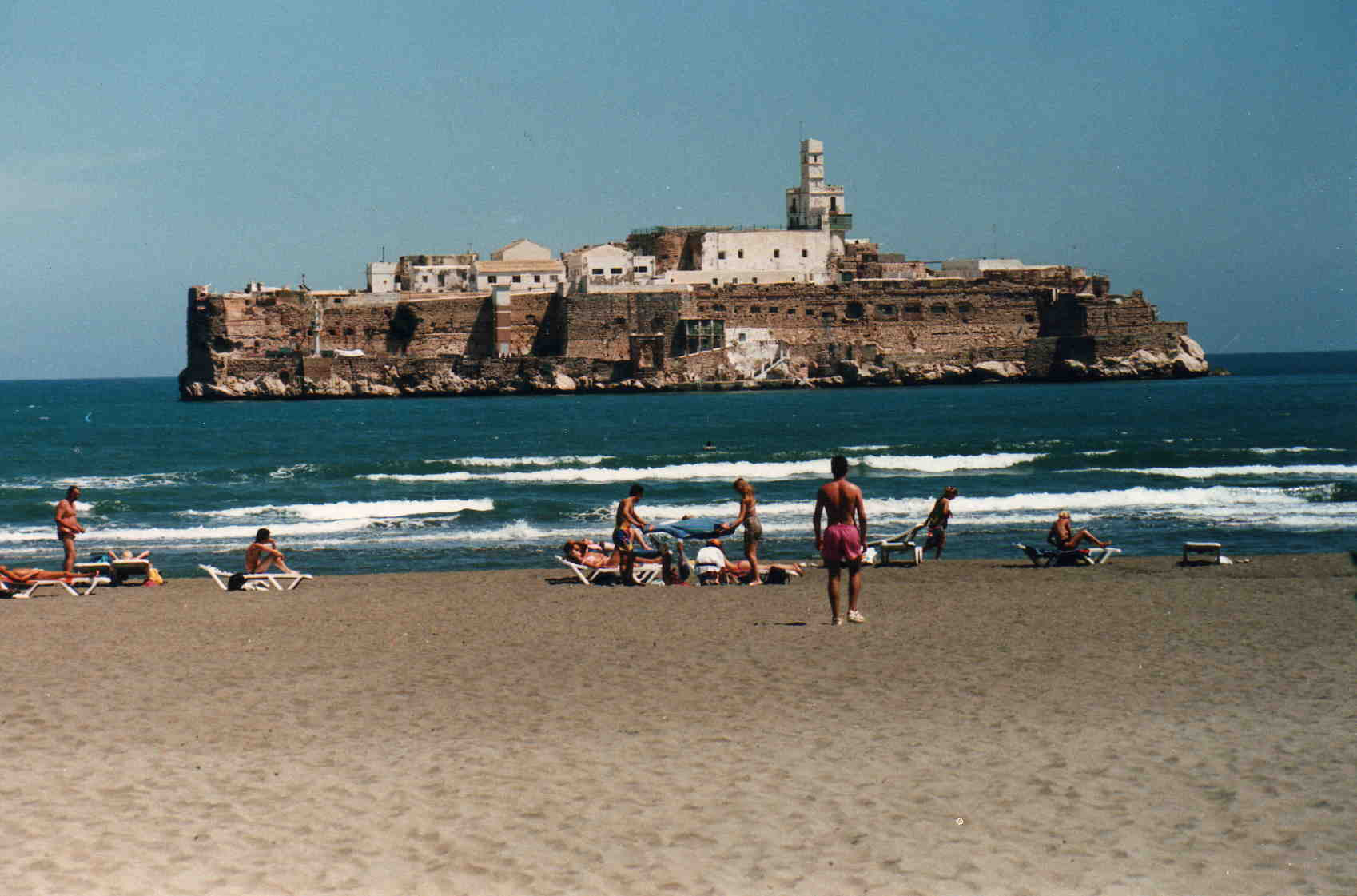
El penyal d'Alhucemas, vist des de la costa marroquina.

Les anomenades places de sobirania (Plazas de Soberanía en castellà) és el nom històric amb què al segle xx hom designà alguns territoris espanyols del nord d'Àfrica, en contraposició al Protectorat espanyol al Marroc. Quan Espanya va renunciar al protectorat el 1956, aquestes "places de sobirania" no es van veure afectades, ja que no en formaven part. Actualment, el terme no s'utilitza més que ocasionalment per definir el conjunt. Marroc en reclama la sobirania, però Espanya no ha volgut mai negociar, ja que les considera part integrant del territori espanyol.
Les places de sobirania principals són cinc: Ceuta, Melilla, illes Chafarinas, Illes Alhucemas, i el penyal de Vélez de la Gomera. També es pot considerar dins aquesta denominació l'illot de Perejil, tot i que en aquest cas no està establerta amb prou claredat la sobirania espanyola, i la possessió s'ha hagut de definir a la pràctica amb episodis d'ocupació militar per part d'ambdós països. Totes les places són al costat de Marroc. Les dues ciutats, Ceuta i Melilla, i també el penyal de Vélez de la Gomera, hi fan frontera (en aquest darrer cas, el penyal va quedar definitivament unit a terra després d'un terratrèmol el 1930). La resta són illes a poca distància de la costa.
El 1995 Ceuta i Melilla van esdevenir ciutats autònomes, amb una capacitat d'autogovern major que un municipi però menor que una comunitat autònoma. Les places menors, on actualment ja no hi ha població civil, no formen part jurídicament de cap de les dues ciutats autònomes, sinó que són territoris sota administració militar de l'Exèrcit Espanyol. Les guarnicions (uns 30 soldats per cada lloc) formen part del cos de Regulars de Melilla.
L'illa d'Alborán, en canvi, forma part de la província d'Almeria i del terme municipal d'Almeria. En aquest cas, a més, existeix una altra singularitat, i és que Alborán no es troba a prop de les costes marroquines, sinó més o menys equidistant entre els dos països, al mig del Mar d'Alborán.